# Belknap (Illinois)
Belknap es una villa ubicada en el condado de Johnson, Illinois, Estados Unidos. Tiene una población estimada, a mediados de 2022, de 88 habitantes.

## Geografía
La localidad está ubicada en las coordenadas 37°19′21″N 88°56′23″O / 37.32250, -88.93972. Según la Oficina del Censo de los Estados Unidos, tiene una superficie total de 2.75 km², de la cual 2.74 km² corresponden a tierra firme y 0.01 km² están cubiertos de agua.

## Demografía
Según el censo de 2020, en ese momento había 88 personas residiendo en la localidad. La densidad de población era de 32.12 hab./km². El 95.45% de los habitantes eran blancos, el 1.14% era de otra raza y el 3.41% eran de una mezcla de razas. Del total de la población, el 1.14% era hispano o latino.